# بوب آدامز (لاعب كرة قاعدة)
بوب آدامز (بالإنجليزية: Bob Adams)‏ هو لاعب كرة قاعدة أمريكي، ولد في 20 يناير 1907 في برمنغهام في الولايات المتحدة، وتوفي في 6 مارس 1970 في جاكسونفيل في الولايات المتحدة.

## وصلات خارجية
- بوب آدامز (لاعب كرة قاعدة) على موقعبيزبول رفرنس.كوم (الدوري الرئيسي) (الإنجليزية)
- بوب آدامز (لاعب كرة قاعدة) على موقعبيزبول رفرنس.كوم (الدوري الثانوي) (الإنجليزية)
- بوب آدامز (لاعب كرة قاعدة) على موقع إي إس بي إن.كوم (أم.أل.بي) (الإنجليزية)
- بوب آدامز (لاعب كرة قاعدة) على موقع مشجعي الرسوم البيانية (الإنجليزية)